# 門田就政
門田 就政（もんでん なりまさ）は、江戸時代前期の武士。毛利氏の家臣で長州藩士。家格は大組。曽祖父は毛利輝元の側近を務めた二宮就辰、祖父は長州藩の大組組頭を務めた門田元経、父は祖父と同じく大組組頭を務めた門田元弥。

## 生涯
寛永5年（1628年）、毛利氏家臣で長州藩の大組組頭を務めた門田元弥の嫡男として生まれる。
寛永14年（1637年）1月11日、毛利秀就から「主馬正」の官途名と「就」の偏諱を与えられた。
承応4年（1655年）11月3日に父・元弥が死去し、その後を継ぐ。
寛文3年（1663年）4月2日に死去。享年36。就政には実子がいなかったため、歳の離れた弟である久辰が養子として後を継いだ。